# Историја иконописа
Иконопис (од икона и писати) - иконографија, иконопис, врста средњовековног сликарства, религиозно по темама, богослужбено по намени. У најопштијем смислу, стварање светих слика намењених да буду посредник између Божанског и земаљског света током индивидуалне молитве или током хришћанског богослужења, један од облика испољавања Божанске истине са становишта неких хришћанских вероисповести.

## Историја иконописа
У римским катакомбама из 2.-4. века сачувана су дела хришћанске уметности – зидне слике симболичке или наративне природе, у којима се могу видети најранији примерци хришћанске иконографије.
Најстарије иконе које су дошле до нас потичу из 4. века и рађене су техником енкаустике на дрвеној подлози, што их чини сличним египатско-хеленистичкој уметности (тзв. „фајумски портрети”).
Трулски (или Пети-шести) сабор забрањује симболичне слике Исусса Христа, наређујући да се Он приказује само „по људској природи“.
У 8. веку хришћанска црква се суочила са јереси иконоборства, чија је идеологија потпуно преовладала у државном, црквеном и културном животу. Иконе су наставиле да се стварају у провинцијама, далеко од царског и црквеног надзора. Развијање адекватног одговора иконоборцима, усвајање догмата о иконопоштовању на Седмом васељенском сабору (787) донело је дубље разумевање иконе, постављајући озбиљне теолошке основе, повезујући теологију слике са христолошким догматима.
Теологија иконе имала је огроман утицај на развој иконографије и формирање иконографских канона. Удаљавајући се од натуралистичког приказивања чулног света, иконопис постаје конвенционалнији, гравитира ка равности, слика лица се замењује сликом лица која одражавају физичко и духовно, чулно и натчулно. Хеленистичке традиције се постепено прерађују и прилагођавају хришћанским концептима.
Различита схватања иконе у западној и источној традицији на крају су довела до различитих праваца у развоју уметности уопште: имајући огроман утицај на уметност западне Европе (посебно Италије), иконопис током ренесансе је замењен сликарством и скулптуром. Иконопис се развијао углавном на територији Византијског царства и земаља које су чувале православну веру.
Иконографија главних слика, као и технике и методе иконописа, развијене су до краја иконоборачких времена. У византијској ери издваја се неколико периода који се разликују по стилу слика: 
- „македонска ренесанса” 10. – прве половине 11. века,
- иконографија комнинског периода 1059-1204. године,
- „палеолошка ренесанса” почетком 14. века.

Иконопис, заједно са хришћанством, долази прво у Бугарску, а затим у Србију и Русију. Први руски иконописац познат по имену је свети Алипије (Алимпиј) (Кијев, ? - 1114). Најраније руске иконе сачуване су не у древним црквама на југу, које су уништене током татарских инвазија, већ у храму Свете Софије у Новгороду Великом. У Древној Русији улога иконе у храму се необично повећала (у поређењу са мозаиком и фреском традиционалним за Византију). На руском тлу постепено се обликује вишеслојни иконостас. Иконографију Древне Русије одликује експресивност силуете и јасноћа комбинација великих колорних равни и већа отвореност за оно што је испред иконе.
Руско иконопис је свој врхунац достигао у 14-15 веку. У Грузији, Србији, Бугарској формирају се оригиналне школе иконописа.
После Октобарске револуције 1917. године, у периоду прогона Цркве у Совјетском Савезу, многа дела црквене уметности су изгубљена, једино место додељено икони у „земљи победоносног атеизма” био је музеј, где је представљала „древну руску уметност; .” Иконографију је требало мало по мало обнављати. М. Н. Соколова (монахиња Јулијана) одиграла је огромну улогу у оживљавању иконописа. У емигрантском окружењу рестаурацију традиција руског иконописа вршила је школа „Икона“ у Паризу.

## Школе и стилови
Током вишевековне историје иконописа формиране су многе националне иконописне школе, које су прошле свој пут стилског развоја.

### Византијска школа
Иконографија Византијског царства била је највећа уметничка појава у источнохришћанском свету. Византијска уметничка култура не само да је постала родоначелник неких националних култура, већ је током читавог свог постојања утицала на иконографију других православних земаља: Србије, Бугарске, Русије, Грузије, Сирије, Палестине, Египта. . Под утицајем Византије била је и култура Италије, посебно Венеције. Византијска иконографија и нови стилски трендови који су се појавили у Византији били су од највеће важности за ове земље.

### Предиконоборачко доба
Најстарије иконе које су преживеле до нашег времена датирају из 6. века. Ране иконе 6-7. века чувају древну сликарску технику - енкаустику. Нека дела задржавају одређене црте античког натурализма и сликовног илузионизма (нпр. иконе „Христос Пантократор“ и „Апостол Петар“ из манастира Свете Катарине на Синају), док су друга склона конвенционалности и схематском приказу (нпр. икона „Христос и свети Мина“ из Лувра). Другачији, недревни, уметнички језик био је карактеристичан за источне крајеве Византије – Египат, Сирију, Палестину. У њиховом иконопису експресивност је у почетку била важнија од познавања анатомије и способности преношења обима.
Процес промене античких форми и њихово продуховљење хришћанском уметношћу јасно се може видети на примеру мозаика италијанског града Равене – највећег ансамбла ранохришћанских и рановизантијских мозаика који је опстао до данас. Мозаике 5. века (маузолеј Гале Плацидије, православна крстионица) одликују живахни углови фигура, натуралистичко моделовање запремине и сликовито зидање мозаика. У мозаицима из касног 5. века (Аријанска крстионица) и 6. века (базилике Сант'Аполинаре Нуово и Сант'Аполинаре ин Цлассе, црква Сан Витале), фигуре постају равне, линије набора одећа је крута, шематична. Позе и гестови се замрзавају, дубина простора скоро нестаје. Лица губе оштру индивидуалност, полагање мозаика постаје строго уређено.
Разлог за ове промене била је сврсисходна потрага за посебним фигуративним језиком способним да изрази хришћанско учење.

### Иконоборачки период
Развој хришћанске уметности прекинут је иконоборством, које се од 730. године наметнуло као званична идеологија царства. То је изазвало уништавање икона и слика у црквама. 

#### Прогон иконопоштовалаца.
Многи иконописци су емигрирали у далеке крајеве Царства и суседне земље – у Кападокију, Крим, Италију, а делом и на Блиски исток, где су наставили да стварају иконе. Иако је 787. године на Седмом васељенском сабору иконоборство осуђено као јерес и формулисано теолошко оправдање иконопоштовања, до коначног обнављања иконопоштовања дошло је тек 843. године. У периоду иконоборства, уместо икона у црквама, коришћене су само слике крста, уместо старих слика прављене су украсне слике биљака и животиња, приказане су световне сцене, посебно коњске трке, које је волео цар Константин  V Копроним.

### Македонски период
После коначне победе над јересом иконоборства 843. године, поново је почело стварање слика и икона за цркве у Цариграду и другим градовима. Од 867. до 1056. године, Византијом је владала македонска династија, која је дала име целом периоду, који се дели на две етапе:

#### Македонска „ренесанса”.
Прву половину македонског периода карактерише повећано интересовање за класично античко наслеђе. Дела овог времена одликују се природношћу у приказу људског тела, мекоћом у приказу драперија и живошћу лица. Живописни примери класичне уметности су: мозаик Софије Цариградске са ликом Богородице на престолу (средина 9. века), икона на склапање из манастира Свете Катарине на Синају са ликом апостола Тадеја и краља Абгара који примају плочу са ликом Спаситеља Нерукотвореног (средина 10. века).
У другој половини 10. века иконопис је задржао класична обележја, али су иконописци тражили начине да сликама дају већу духовност.

### Аскетски стил
У првој половини 11. века стил византијског иконописа нагло се мења у правцу супротном античком класику. 
Из овог времена сачувано је неколико великих целина монументалног сликарства: фреске цркве Панагија тон Халкеон у Солуну из 1028. године, мозаици католикона манастира Осија Луке у Фокиди 30-40. 11 век, мозаици и фреске Софије Кијевске истог времена, фреске Софије Охридске из средине - 3 четвртине 11. века, мозаици Неа Мони на острву Хиос 1042-1056. и други.
Све наведене споменике карактерише изузетан степен аскетизма слика. Слике су потпуно лишене било чега привременог и променљивог. Лица су лишена било каквих осећања или емоција, изузетно су замрзнута, преносећи унутрашњу смиреност приказаних; Из тог разлога су наглашене огромне симетричне очи са одвојеним, непокретним погледом. Фигуре се замрзавају у строго дефинисаним позама и често добијају чучне, тешке пропорције. Руке и стопала постају тешке и грубе. Моделирање набора одеће је стилизовано, постаје веома графичко, само условно преноси природне форме. Светлост у моделирању добија натприродну светлост, носећи симболично значење Божанске светлости.
Овај стилски тренд обухвата двострану икону Богородице Одигитрије са савршено очуваним ликом великомученика Георгија на реверсу (11 век, у Успенском сабору Московског Кремља), као и многе минијатуре књига. Аскетски тренд у иконопису наставио је да постоји и касније, појавивши се у 12. веку. Пример су две иконе Богородице Одигитрије у Светогорском манастиру Хиландару и у Грчкој Патријаршији у Истанбулу.

### Комнински период
Следећи период у историји византијског иконописа пада на време владавине династија Дука, Комнина и Анђела (1059-1204). Уопштено се зове Комниниан. У другој половини 11. века аскетизам је поново замењен класичном формом и хармонијом слике. Дела овог времена (на пример, Дафнини мозаици око 1100. године) постижу равнотежу између класичне форме и духовности слике, елегантна су и поетична.
Настанак Владимирске иконе Богородице датира са краја 11. или почетка 12. века. Ово је једна од најбољих слика Комнинског доба, несумњиво из Цариграда. Године 1131-1132 Икона је донета у Русију, где је постала посебно поштована. Од оригиналне слике сачувани су само ликови Богородице са дететом. Прелепо, испуњено суптилном тугом због страдања Сина, лице Мајке Божије карактеристичан је пример отвореније и хуманизованије уметности Комнинског доба. Истовремено, на његовом примеру се могу уочити карактеристичне физиономске особине комнинског сликарства: издужено лице, уске очи, танак нос са троугластом јамицом на мосту носа.
Мозаичка икона „Христос Пантократор Милостиви” из Државних музеја Дахлем у Берлину датира из прве половине 12. века. Она изражава унутрашњу и спољашњу хармонију слике, концентрације и созерцања, Божанског и људског у Спаситељу.
У другој половини 12. века из државе је настала икона „Григорије Чудотворац“. Јермитаж. Икона се одликује величанственим цариградским писмом. У лику светитеља посебно је снажно наглашено начело појединца пред нама је, такорећи, портрет философа.

#### Комнинов маниризам
Поред класичног правца, у иконопису 12. века јављају се и други трендови који теже да наруше равнотежу и хармонију у правцу веће продуховљења слике. У појединим случајевима то је постигнуто појачаним изразом сликарства (најранији пример су фреске цркве Светог Пантелејмона у Нерезима из 1164. године, иконе „Силазак у пакао” и „Успење” с краја 12. века из манастира свете Катарине на Синају).
У најновијим делима 12. века линеарна стилизација слике је изузетно појачана. А драперије одеће, па чак и лица прекривене су мрежом светлих линија беле боје, које играју одлучујућу улогу у конструисању форме. Овде, као и раније, светлост има најважније симболичко значење. Пропорције фигура су такође стилизоване, постају превише издужене и танке. Своју максималну манифестацију стилизација достиже у такозваном познокомниновском маниризму. Овај термин се првенствено односи на живопис цркве Светог Ђорђа у Курбинову, као и на већи број икона, на пример, „Благовештење” с краја 12. века из збирке на Синају. На овим сликама и иконама фигуре су обдарене оштрим и брзим покретима, набори одеће се замршено увијају, а лица имају искривљене, специфично изражајне црте.
У Русији постоје и примери овог стила, на пример, фреске цркве Светог Ђорђа у Старој Ладоги и реверс иконе „Спас нерукотворени“, која приказује поштовање анђела крсту (Третјаков Галерија).

### 13. век
Процват иконописа и друге уметности прекинула је страшна трагедија 1204. године. Ове године су витезови Четвртог крсташког рата заузели и страшно опљачкали Цариград. Више од пола века Византијско царство је постојало само као три одвојене државе са центрима у Никеји, Трапезунду и Епиру. Око Цариграда је формирано Латинско крсташко царство. Упркос томе, иконопис је наставио да се развија. 13. век обележило је неколико значајних стилских појава.
На прелазу из 12. у 13. век долази до значајне промене стила у уметности читавог византијског света. Уобичајено, овај феномен се назива „уметност око 1200. Линеарну стилизацију и израз у иконопису замењује смиреност и монументализам. Слике постају велике, статичне, јасне силуете и скулптуралне, пластичне форме. Веома карактеристичан пример овог стила су фреске у манастиру Св. Јована јеванђелиста на острву Патмос. Један број икона из манастира Св. Катарине на Синају потиче са почетка 13. века.: „Христос Пантократор“, мозаик „Богородица Одигитрија“, „Архангел Михаило“ из Деисиса, „Св. Теодор Стрателат и Димитрије Солунски“. Сви они испољавају карактеристике новог правца, по чему се разликују од слика комнинског стила.
Истовремено је настала нова врста икона – агиографске. Ако су се раније сцене живота одређеног светитеља могле приказати у илустрованим Минологијама, на епистилима (дугачке хоризонталне иконе за олтарске преграде), на вратима склопивих триптиха, сада су се сцене живота („печати“) почеле постављати дуж периметар средине иконе у којој је приказан сам светитељ. У збирци на Синају сачуване су хагиографске иконе Свете Катарине (у целој дужини) и Светог Николе (до појаса).
У другој половини 13. века у иконопису су преовлађивали класични идеали. На иконама Христа и Богородице из светогорског манастира Хиландара (1260-те) је правилна, класична форма, сликарство је сложено, нијансирано и складно. На сликама нема напетости. Напротив, жив и конкретан поглед Христов је смирен и добродошао. У овим иконама византијска уметност се приближила највећем могућем степену блискости Божанског са људским. Године 1280-1290 уметност је наставила да следи класичну оријентацију, али се истовремено у њој јавља посебна монументалност, снага и наглашеност техника. Слике су показивале херојски патос. Међутим, услед претераног интензитета, хармонија је нешто опала. Упечатљив пример иконописа с краја 13. века је „Јеванђелист Матеј“ из галерије икона у Охриду.

#### Крсташке радионице
Посебан феномен у иконопису су радионице које су на истоку стварали крсташи. Комбиновали су одлике европске (романичке) и византијске уметности. Овде су западни уметници усвојили технике византијског писања, а Византинци су изводили иконе блиске укусу крсташа који су их наручили. Резултат је био занимљив спој две различите традиције, на различите начине испреплетене у сваком појединачном делу (на пример, фреске кипарске цркве Антифонитис). Крсташке радионице постојале су у Јерусалиму, Акри, Кипру и Синају.

### Палеологански период
Оснивач последње династије Византијског царства – Михаило VIII Палеолог – вратио је Цариград 1261. године. Његов наследник на престолу био је Андроник II (1282–1328). На двору Андроника II величанствено је цветала изузетна уметност, која је одговарала коморској дворској култури, коју је одликовало одлично образовање и повећано интересовање за античку књижевност и уметност.
Палеолошка ренесанса је назив који је дат једној појави у византијској уметности у првој четвртини 14. века.
Чувајући црквени садржај, иконопис поприма изузетно естетизоване форме, доживљавајући снажан утицај античке прошлости. Тада су настале минијатурне мозаичке иконе, намењене или за мале, камерне капеле, или за племените купце. На пример, икона „Св. Теодор Стратилат” у збирци Државне Ермитаже. Слике на таквим иконама су необично лепе и задивљују минијатурном природом дела. Слике су или мирне, без психолошке или духовне дубине, или, напротив, оштро карактеристичне, као да су портрети. Ово су слике на икони са четири светитеља, која се такође налази у Испосници.
Сачувано је и много икона сликаних у уобичајеној техници темпере. Сви су различити, слике се никада не понављају, одражавајући различите квалитете и стања. Тако икона „Богородица Психосострија (Спаситељ душе)” из Охрида изражава чврстину и снагу, док икона „Богородица Одигитрија” из Византијског музеја у Солуну, напротив, преноси лиричност и нежност. На полеђини „Богородице Психосострије“ налази се слика „Благовести“, а на упареној икони Спаситеља на полеђини је написано „Распеће Христово“, што дирљиво преноси бол и тугу побеђене снагом духа. 
Још једно ремек-дело тог доба је икона „Дванаест апостола” из колекције Музеја лепих уметности Пушкин. У њему су слике апостола обдарене тако светлом индивидуалношћу да се чини да гледамо у портрет научника, филозофа, историчара, песника, филолога и хуманиста који су живели тих година на царском двору.
Све ове иконе карактеришу беспрекорне пропорције, флексибилни покрети, импозантне позе фигура, стабилне позе и лако читљиве, прецизне композиције. Постоји тренутак забаве, конкретности ситуације и присутности ликова у простору, њихове комуникације.
Сличне особине су се јасно испољиле и у монументалном сликарству. Али овде је доба Палеолога донело посебно много новина у области иконографије. Појавили су се многи нови заплети и проширени наративни циклуси, а програми су постали богати сложеном симболиком повезаном са тумачењем Светог писма и литургијских текстова. Почели су да се користе сложени симболи, па чак и алегорије. У Цариграду су сачувана два ансамбла мозаика и фресака из првих деценија 14. века – у манастиру Помакаристос и манастиру Хора. У приказу разних сцена из Богородичиног живота и из Јеванђеља јавила се до тада непозната театралност, наративни детаљи, литерарни квалитети.

### Период спорова око Таворске светлости
За 30-40 година. У 14. веку се мења ситуација у духовном животу Византије, што се одмах одразило на природу иконописа.
Епоха „ренесансе“ у уметности и дворској хуманистичкој култури је завршена. Тада је дошло до спора између монаха Варлама, који је дошао у Цариград из Калабрије у Италији, и светог Григорија Паламе, учењака-монаха са Атоса. Варлам је одрастао у европској средини и знатно се разликовао од Григорија Паламе и светогорских монаха у питањима духовног живота и молитве. Они су суштински различито схватали задатке и могућности човека у општењу са Богом. Варлам је стајао на страни хуманизма и негирао могућност било какве мистичне везе између човека и Бога. Стога је негирао праксу исихазма која је постојала на Атосу – древну источнохришћанску традицију молитве. Атонски монаси су веровали да када се моле виде Божанску светлост – исту ону коју су апостоли видели на гори Тавор у тренутку Преображења Господњег. Ова светлост је схватана као видљива манифестација нестворене Божанске енергије која прожима цео свет, преображавајући човека и омогућавајући му да комуницира са Богом. За Варлама је ова светлост могла имати искључиво створени карактер и не би могло бити непосредне комуникације са Богом и преображаја човека Божанским енергијама. Григорије Палама је бранио исихазам као изворно православно учење о човековом спасењу. Спор је завршен победом Григорија Паламе. На Цариградском сабору 1352. године исихазам је признат као истински, а Божанске енергије као нестворене, односно пројаве самог Бога у створеном свету.
Иконе из времена контроверзе карактеришу напетост у слици, а у уметничком смислу - недостатак хармоније, која је тек недавно постала толико популарна у изврсној дворској уметности. Пример иконе из овог периода је допојасна Деесис слика Јована Крститеља из збирке Ермитажа.

### Друга половина 14. века
У 50-им годинама У 14. веку византијско иконопис доживљава нови успон, заснован не само на класичном наслеђу, као што је то било у деценијама „палеолошке ренесансе“, већ посебно на духовним вредностима победничког исихазма. Напетост и сумор који су се јављали у делима 30-их и 40-их година нестају са икона. Међутим, сада се лепота и савршенство форме комбинују са идејом да се свет преобрази божанском светлошћу. Тема светлости у византијском сликарству увек се одвијала на овај или онај начин. Светлост је симболично схватана као манифестација Божанске силе која прожима свет. А у другој половини 14. века, у вези са учењем исихазма, такво схватање светлости у икони постаје све важније.
Дивно дело тог доба је икона „Христос Пантократор“ из збирке Ермитажа. Слика је настала у Цариграду за светогорски манастир Пантократор позната је тачна година његовог настанка – 1363. Слика изненађује и спољашњом лепотом слике, савршенством у преношењу облика лица и руку; и са самом индивидуалном сликом Христа, блиским и отвореним за човека. Боје иконе као да су прожете унутрашњим сјајем. Поред тога, светлост је приказана у облику светлих потеза за бељење. Тако сликовито средство јасно преноси учење о нествореним Божанским енергијама које прожимају цео свет. Ова техника постаје посебно распрострањена.
После 1368. године насликана је икона самог Светог Григорија Паламе (Државни музеј лепих уметности Пушкина), прослављена међу свецима. Његову слику такође одликује јасноћа, индивидуалност (буквално портрет) и садржи сличну технику избељивања „потеза” или „светла”.
Блиска лику Христа из је икона Архангела Михаила из Византијског музеја у Атини, икона Богородице Перивелепта која се чува у Сергијевом Посаду и многе друге. Слика је неких богата богатим нијансама боја, док су друге нешто строжије.
Слабост Византијског царства и опасност од турских освајања допринели су великој емиграцији уметника. Током овог периода, византијски мајстори су изводили наруџбине у разним деловима православног света, укључујући Русију. Захваљујући томе, многе првокласне византијске иконе овог времена чувају се у домаћим збиркама.
У Русији је створена огромна икона „Похвала Богородице“, окружена иконама које илуструју акатист (чува се у Успенском сабору Московског Кремља). Сликарство иконе одликује се сјајем, необично покретним фигурама, врло индивидуалним лицима са оштрим искричавим погледима. Темперамент представе посебно је био изражен у бљесковима потеза сиге. Иконопис ове епохе углавном се одликује повишеним интонацијама и већом емоционалношћу него икада раније (квалитет у иконопису је веома уздржан).
У 80-90-им годинама. У 14. веку је створен велики Деесис слој, који се састоји од 7 икона до пола и наручен у Цариграду за манастир Висотски у Серпухову. Тренутно се 6 од ових икона чува у Државној Третјаковској галерији („Јован Крститељ“ у Државном руском музеју). Ово је пример класичне уметности, лепе форме, радосне и просветљене у свом садржају. У рангу Висотског, огромна размера фигура и величанственост јасне, велике форме су запањујући. Истовремено, психологизација слике постаје дубља.
Несумњиво грчко дело, које се приписује Теофану Грку, су иконе из целог Деисовог слоја с краја 14. века, које сада стоје на иконостасу Благовештенске катедрале у Московском Кремљу. Оне су још веће и величанственије од икона из манастира Висоцки. Лик Богородице из овог ранга веома је сличан Донској икони Богородице, такође приписаној Теофану. Донску икону одликује мекша изведба и интимне слике.
Камерни стил је постојао паралелно са великим монументалним сликама. Укључује слику Богородице Пименовске (80-те године 14. века, Третјаковска галерија). Крхкост облика и деликатност боје омекшавају класичну форму. У икони постоји необична количина топлог духовног осећања, које је заменило уобичајену концентрацију слика.

### Уметност раног 15. века
Последњих деценија пре него што су Турци заузели Цариград 1453. године, уметнички живот у Византији није јењавао по интензитету. У њему су и даље постојале струје различите природе.
Класични ток се манифестовао у прелепим, просвећеним сликама, на пример, у икони Анастасије Сирмијумске из Државне испоснице, дело цариградског или солунског мајстора. Њене боје су посебно нежне, а њено лице одликује свежина младости.
Уметност друге врсте представља икона „Распеће“ (Успенски храм Московског Кремља). Иконографија је изузетно детаљна. Цела раван слике испуњена је многим сценама, групама и појединачним фигурама. По извођењу ова икона припада експресивном покрету. Захваљујући згуснутој, затамњеној боји и одсјају светлости који је смело бачен на приказане фигуре, на икони је створена напета атмосфера, која одговара трагедији приказаног заплета. Карактеристичне одлике прве половине 15. века су маленкост облика, крхкост пропорција, танке и флексибилне линије простора. Све то ствара посебну експресивност, чак и дирљивост слика, карактеристичну за 15. век.
Напротив, пример лепоте и склада даје мала икона „Тројица“ из збирке Државног архива. Идеално грађена композиција са глатким линијама које се преливају једна у другу, и звучна светла боја стварају на овој икони осећај неземаљске лепоте.
Најбољи квалитети византијске уметности раног 15. века оличени су у делу великог руског иконописца, преподобног Андреја Рубљова.

### Древна Русија
Руски иконопис је почео након крштења Русије. У почетку, најстарије руске камене цркве Кијева и других градова, као и њихове слике и иконе, стварали су византијски мајстори. Међутим, већ у 11. веку је у Кијево-печерском манастиру постојала сопствена иконописачка школа, која је изнедрила прве чувене иконописце - преподобне Алипије и Григорија.
Историја древне руске уметности се обично дели на „предмонголску“ и каснију, пошто су историјске околности 13. века значајно утицале на развој културе Русије.
Пошто је утицај Византије и других православних земаља на руско иконопис био велики, руске иконе су и раније показивале своја оригинална обележја. Многе руске иконе су најбољи примери византијске уметности. Други - створени у Новгороду, Пскову, Ростову и другим градовима - веома су оригинални и аутентиčни. Дело Андреја Рубљова је истовремено и дивно наслеђе традиције Византије и обухвата најважније руске карактеристике.

### Средњевековна Србија
Најстарије иконе средњевековне српске државе су већином нестале и о њима данас нема чак ни писмених трагова у писаним изворима. Најстарије очуване иконе су фреске из манастира Студеница (1208. – 1209. године). Kасније се појављују и сликарске радионице, у 13. веку. Немањићи су подстицали уметност и били су велики ктитори који су подстакли градњу храмова и њихово иконописање.
У 16. веку обнову иконописа је доживела Света Гора, а рестауриране су многе иконе манастира Хиландар. Након неког времена обновљена је и Пећка патријаршија, а највећи иконописац био је Лонгин, на чијим делима су касније учили други иконописци.

### Средњевековна Бугарска
У бугарској средњовековној уметности иконопис се појавио истовремено са усвајањем хришћанства 864. године. Прототип је било византијско иконопис, али се убрзо помешао са постојећим локалним традицијама. Керамичке иконе су прилично јединствене. На подлогу (керамичке плочице) нанета је шара светлим бојама. Ове иконе су се разликовале од византијске школе иконописа по већој заобљености и живости лица. Због крхкости материјала до данас је сачувано веома мало дела у овом стилу, а од већине су остали само фрагменти. У доба Другог бугарског царства постојала су два главна правца у иконопису: народни и дворски. Први се везује за народне традиције, а други потиче из тарновске уметничке школе сликарства на коју је велики утицај имала ренесансна уметност. Најчешћи лик бугарског иконописа је свети Јован Рилски. У време када је Бугарска била део Отоманског царства, иконопис, словенско писмо и хришћанство помогли су очувању бугарског националног идентитета. 